# Slater, Iowa
Slater là một thành phố thuộc quận Story, tiểu bang Iowa, Hoa Kỳ. Năm 2010, dân số của thành phố này là 1489 người.

## Dân số
Dân số qua các năm:
- Năm 2000: 1306 người.
- Năm 2010: 1489 người.